# LaVon Brazill
LaVon Brazill (Lantana, 15 marzo 1989) è un ex giocatore di football americano statunitense che ha giocato nel ruolo di wide receiver. Fu scelto dai Colts nel corso del sesto giro (206º assoluto) del Draft NFL 2012. Al college ha giocato a football ad Ohio.

## Carriera professionistica

### Indianapolis Colts
Il 28 aprile 2012, Brazill fu scelto dai Colts nel corso del sesto giro (206º assoluto) del Draft 2012. Il suo primo touchdown su ricezione lo segnò nella settimana 13 nella vittoria contro i Detroit Lions. La sua stagione da rookie si concluse con 11 ricezioni per 186 yard e 1 touchdown.
Prima dell'inizio della stagione 2013, Brazill fu sospeso per quattro partite per abuso di sostanze stupefacenti. Gli unici due touchdown della stagione regolare li segnò nella settimana 14 contro i Cincinnati Bengals. Altri due li segnò nella gara del secondo turno di playoff contro i New England Patriots ma la sua squadra fu eliminata.
Il 3 luglio 2014, Brazill fu sospeso per un anno senza stipendio per essere stato trovato nuovamente positivo a un test antidoping.

## Statistiche
| Partite totali         | 25  |
| Partite da titolare    | 0   |
| Yard su ricezione      | 347 |
| Touchdown su ricezione | 3   |

Statistiche aggiornate alla stagione 2013